# Svartmaskad ibis
Svartmaskad ibis (Theristicus melanopis) är en fågel i familjen ibisar inom ordningen pelikanfåglar.

## Utseende och läte
Svartmaskad ibis är en stor och tydligt tecknad ibis. Den är grå på ryggen, svart på buken och beigefärgad på hals, bröst och kinder. Hjässan är mörkare kastanjebrun och runt ögat syns en svart mask som gett arten dess namn. Under näbben har den även en svart hudflik. Arten är mycket lik andinsk ibis, som fram tills nyligen behandlades som underart till svartmaskad ibis. Denna saknar dock avgränsat mörkare brunt på hjässan liksom den svarta hudfliken på strupen. Vidare är näbben kortare, stjärten längre och bröstet är snarare vitaktigt än rostbeige. Lätet är ett vittljudande dubblerat trumpetande.

## Utbredning och systematik
Svartmaskad ibis förekommer i Sydamerika i två skilda områden, dels i kustnära områden i Peru och norra Chile, dels i södra Chile och södra Argentina söderut till Eldslandet. Vissa auktoriteter behandlar andinsk ibis som underart till svartmaskad ibis.

## Levnadssätt
Svartmaskad ibis föredrar öppet landskap, framför allt våta gräsmarker, men kan även ses i öppen skog och på stränder. Den häckar i kolonier i träd och på klippavsatser, ibland i byar och till och med städer. Fågeln ses ofta kretsa på breda vingar, ibland högt upp tillsammans med gamar. 

## Status
Arten har ett stort utbredningsområde och beståndet anses stabilt. Internationella naturvårdsunionen IUCN listar den därför som livskraftig (LC).